# Dick's Picks Volume 21
Dick's Picks Volume 21 es el vigésimo primer álbum en vivo de Dick's Picks, serie  de lanzamientos en vivo de la banda estadounidense Grateful Dead. Fue grabado el 1 de noviembre de 1985 en el Richmond Coliseum, en Richmond, Virginia. También incluye varias canciones grabadas el 2 de septiembre de 1980 en el Community War Memorial, en Rochester, Nueva York.

## Caveat emptor
Cada volumen de Dick's Picks tiene su propia etiqueta “caveat emptor”, que informa al oyente sobre la calidad del sonido de la grabación. La etiqueta del volumen 21 dice:
“DP 21 se masterizó a partir de las cintas digitales originales, nuestra primera incursión en el dominio digital hasta la fecha. Las cintas maestras son casetes Beta PCM, con audio digital estéreo grabado en la pista de video. Nos hemos propuesto hacer que este lanzamiento suene lo mejor posible, y creemos que lo hemos conseguido. Espero que estés de acuerdo. Disfrútalo.”

## Recepción de la crítica
John Metzger, crítico de The Music Box, le otorgó una calificación de 4 estrellas sobre 5. El crítico Dan Alford describió el álbum como “solo para completistas” y añadió: “Mientras que el repertorio de canciones del vol. 21 se ve muy bien, el rendimiento es simplemente descuidado”.

## Lista de canciones
Todas las canciones escritas y compuestas por Jerry Garcia y Robert Hunter, excepto donde esta anotado. 
| Disco uno |                          |                                                      |          |  |
| N.º       | Título                   | Escritor(es)                                         | Duración |  |
| 1.        | «Dancing in the Streets» | Marvin Gaye Ivy Jo Hunter William “Mickey” Stevenson | 6:53     |  |
| 2.        | «Cold Rain and Snow»     | tradicional, arr. por Grateful Dead                  | 7:33     |  |
| 3.        | «Little Red Rooster»     | Willie Dixon                                         | 8:23     |  |
| 4.        | «Stagger Lee»            |                                                      | 5:56     |  |
| 5.        | «Me and My Uncle»        | John Phillips                                        | 3:05     |  |
| 6.        | «Big River»              | Johnny Cash                                          | 6:20     |  |
| 7.        | «Brown-Eyed Woman»       |                                                      | 4:56     |  |
| 8.        | «Jack Straw»             | Hunter Bob Weir                                      | 5:25     |  |
| 9.        | «Don't Ease Me In»       | tradicional, arr. por Grateful Dead                  | 3:15     |  |

| Disco dos |                      |                                     |          |  |
| N.º       | Título               | Escritor(es)                        | Duración |  |
| 1.        | «Samson and Delilah» | tradicional, arr. por Grateful Dead | 7:34     |  |
| 2.        | «High Time»          |                                     | 8:44     |  |
| 3.        | «He's Gone»          |                                     | 11:08    |  |
| 4.        | «Spoonful»           | Dixon                               | 4:55     |  |
| 5.        | «Comes a Time»       |                                     | 8:27     |  |
| 6.        | «Lost Sailor»        | John Perry Barlow Weir              | 7:28     |  |
| 7.        | «Drums»              | Mickey Hart Bill Kreutzmann         | 9:07     |  |

| Disco tres |                         |                                          |          |  |
| N.º        | Título                  | Escritor(es)                             | Duración |  |
| 1.         | «Space»                 | Garcia Hunter Phil Lesh                  | 11:27    |  |
| 2.         | «Saint of Circumstance» | Barlow Weir                              | 6:53     |  |
| 3.         | «Gimme Some Lovin'»     | Spencer Davis Muff Winwood Steve Winwood | 4:28     |  |
| 4.         | «She Belongs to Me»     | Bob Dylan                                | 7:55     |  |
| 5.         | «Gloria»                | Van Morrison                             | 6:52     |  |
| 6.         | «Keep Your Day Job»     |                                          | 4:12     |  |
| 7.         | «Space»                 |                                          | 8:34     |  |
| 8.         | «Iko Iko»               | James Crawford                           | 7:46     |  |
| 9.         | «Morning Dew»           | Bonnie Dobson Tim Rose                   | 11:06    |  |
| 10.        | «Sugar Magnolia»        | Hunter Weir                              | 9:17     |  |

## Créditos y personal
Créditos adaptados desde el folleto que acompaña al CD.
Grateful Dead
- Jerry Garcia – voz principal y coros, guitarra líder
- Mickey Hart – batería
- Bill Kreutzmann – batería
- Phil Lesh – bajo eléctrico, coros
- Brent Mydland – teclado, coros
- Bob Weir – guitarra rítmica, coros

Personal técnico
- Dan Healy – grabación
- Dick Latvala, David Lemieux – archivista
- Jeffrey Norman – masterización
- Eileen Law/Grateful Dead Archives – investigadora de archivo

Diseño
- Robert Minkin – fotografía
- Tina Carpenter – ilustración, diseño de portada
- David DeNoma – fotografía de portada